# ميغيل دي سان رومان
ميغيل دي سان رومان هو عسكري وسياسي بيروفي، ولد في 17 مايو 1802 في مدينة بونو في بيرو، وتوفي في 3 أبريل 1863 في ليما في بيرو. انتخب رئيس مجلس الوزراء البيروفي ‏.